# Jérémy Frerot
Jérémy Frerot, né le 17 mars 1990 à Bruges (Gironde), est un chanteur français.
Il est d'abord membre du duo Fréro Delavega de 2011 à 2017. Il lance sa carrière en solo en 2018 avec le single Revoir.

## Biographie
Il commence la guitare à l'âge de 17 ans et prépare une licence de Sciences et techniques des activités physiques et sportives (STAPS) afin de devenir professeur d'éducation physique et sportive, comme ses parents, tous les deux professeurs d'EPS, avant d'arrêter pour se consacrer entièrement à la musique.

### Fréro Delavega etThe Voice (2011-2017)
En 2011, avec Florian Garcia (dit Delavega), ils forment le groupe Fréro Delavega.
Ils atteignent la notoriété grâce à leur participation à la troisième saison de The Voice. Ils sont éliminés en quart-de-finale, face notamment à Kendji Girac.
Avant de passer la troisième audition de l'émission, il était assistant d'éducation au collège Marie-Bartette à Arcachon.
À la suite de l'émission, ils sortent leur premier album en 2014 intitulé Fréro Delavega et leur second Des ombres et des lumières en 2015.
En juin 2017, le groupe se sépare et Jérémy Frerot entame une carrière en solo.

### Matriochka(2018-2020)

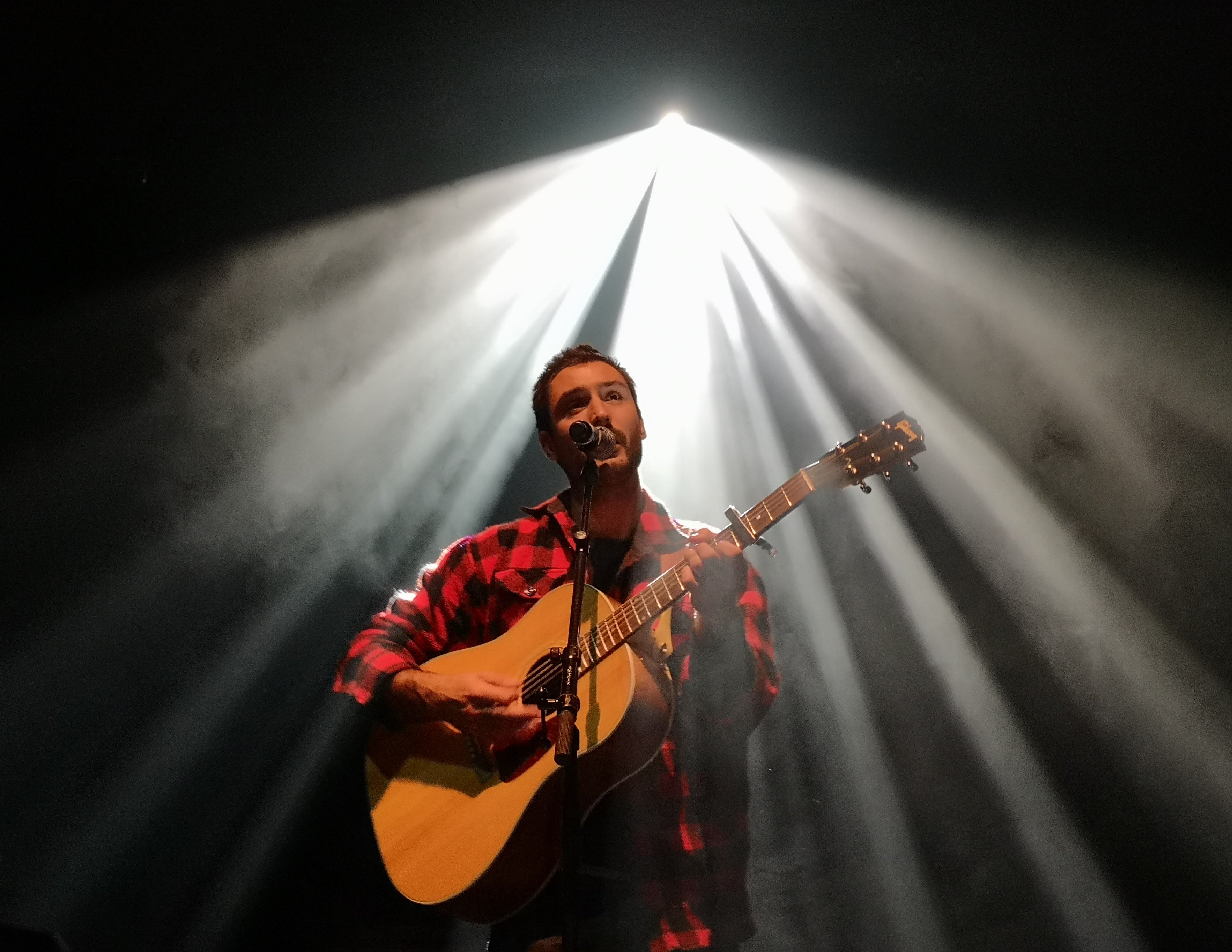
Jérémy Frerot à La Cigale en septembre 2019.

Matriochka est le premier album solo de Jérémy Frerot. Il sort le 12 octobre 2018 après la fin du duo Fréro Delavega.
L'album mélange des sons organiques et électroniques, avec des influences d'artistes comme Asgeïr.
Matriochka est certifié disque d'or.

### Meilleure vie(2021-2022)
Jérémy Frerot sort son deuxième album studio Meilleure vie le 19 février 2021. Cet album est conçu durant le confinement lié à la pandémie de Covid-19.
Il y explore des thèmes universels tels que l'amour, l'amitié, les défis de la vie, et ce que l'on transmet à la génération suivante. En particulier, le titre Un homme aborde ses réflexions sur la condition masculine et la solidarité avec les droits des femmes.
Musicalement, l'album revient à des sonorités acoustiques, enrichies de basse, de batterie, et d'une touche de groove.
À la sortie de l'album, certifié lui aussi disque d'or, succède une large tournée française.

### Gamin des sables(2024)
Le troisième album de Jérémy Frerot, Gamin des sables, sort le 13 septembre 2024. On y retrouve notamment des collaborations avec Claudio Capéo pour le titre  C’est comme ça  et avec Kemmler dans Le Goût du risque. S'ensuit une tournée des salles françaises en 2025.

### Vie privée
Début 2015, il est en couple avec la nageuse Laure Manaudou ; leur mariage est célébré le 12 mai 2018 dans les Landes.
De cette union sont issus deux garçons, Lou né le 18 juillet 2017 et Sacha né le 9 janvier 2021.
Le couple annonce sa séparation le 21 avril 2024. La chanson Adieu est inspirée de cette rupture.
En mai 2024, la presse lance une rumeur de couple avec la chanteuse Shy'm. En septembre 2024, la chanteuse confirme mais explique ne pas vouloir en parler. Ils se montrent pour la première fois publiquement ensemble lors du concert des Enfoirés en janvier 2025 à Montpellier.

## Discographie

### Singles
| Titre               | Année | Meilleure position | Meilleure position | Meilleure position | Certifications | Album            |
| Titre               | Année | France             | Belgique           | Suisse             | Certifications | Album            |
| ------------------- | ----- | ------------------ | ------------------ | ------------------ | -------------- | ---------------- |
| Revoir              | 2018  | 89                 | —                  | —                  | Or             | Matriochka       |
| Tu donnes           | 2018  | 139                | —                  | —                  |                | Matriochka       |
| L'homme nouveau     | 2019  | —                  | —                  | —                  |                | Matriochka       |
| Un homme            | 2020  | 55                 | —                  | —                  | Diamant        | Meilleure vie    |
| J'ai la mer         | 2021  | —                  | —                  | —                  | Or             | Meilleure vie    |
| Fais-le             | 2021  | —                  | —                  | —                  |                | Meilleure vie    |
| À la vie qu'on mène | 2021  | 198                | —                  | —                  | Or             | Meilleure vie    |
| Adieu               | 2024  | 60                 | —                  | —                  | Platine        | Gamin des sables |
| Gamin des sables    | 2024  | 154                | —                  | —                  |                | Gamin des sables |
| Avec ou Sans        | 2025  | —                  | —                  | —                  |                | Gamin des sables |

## Émissions de télévision
- 2015 : The Voice : La Plus Belle Voix sur TF1 : candidat
- 2021 et 2025 : Fort Boyard sur France 2 : candidat
- Depuis 2022 : Les Enfoirés sur TF1
- 2024 : The Voice, La Plus Belle Voix (saison 13) sur TF1 : juré lors de la demi-finale
- 2025: Un dimanche à la campagne